# Обязда (Опольське воєводство)
Обязда (пол. Objazda) — село в Польщі, у гміні Намислув Намисловського повіту Опольського воєводства.
Населення — 175 осіб (2011).
У 1975-1998 роках село належало до Опольського воєводства.

## Демографія
Демографічна структура станом на 31 березня 2011 року:
|          | Загалом | Допрацездатний вік | Працездатний вік | Постпрацездатний вік |
| -------- | ------- | ------------------ | ---------------- | -------------------- |
| Чоловіки | 79      | 16                 | 59               | 4                    |
| Жінки    | 96      | 25                 | 54               | 17                   |
| Разом    | 175     | 41                 | 113              | 21                   |